# Látomás
A látomás vagy vízió álomban, transzban, vallási eksztázisban vagy csak a képzelet által alkotott, látható jelenés. A vallásokban a természetfeletti jelenés rendszerint kinyilatkoztatást közvetít. Olyan pszichikai élmény, amelyről látnokok tudósítanak arról szóló beszámolóikban, hogy a szokványos emberi tapasztalat számára megközelíthetetlen, láthatatlan és nem hallható lényekről, dolgokról, üzenetekről szereztek észlelést.

## Vallás
A misztika történetében különbséget szokás tenni jelenések és látomások között. Eszerint látomások volnának az elsősorban szellemi folyamatok (belső látás), míg a jelenéseket főként külső érzékszervekkel észlelik.
A vallástörténet igen sokféle jelenésről őriz elbeszéléseket.

### Biblia
A Biblia Ószövetsége és Újszövetsége elbeszéli Isten megjelenéseit, továbbá tudósít angyalok és a holtak megjelenéseiről is. A prófétai látás a "jelenésekből" származott, amikor a természetfeletti lények, Isten vagy angyalok mutatták meg önmagukat, illetve kijelentést adtak át.
A példabeszédek könyve kijelenti, hogy ahol nincs látomás, ott lelkileg elvész a nép.
Jóel könyvének vége a végidőről úgy beszél, hogy Isten Lelke kiárad minden igaz hívő emberre, akik prófétálnak, álmokat és látomásokat látnak.
Példák a Bibliában előforduló látomásokra:
- Ábrahám látomása [6]
- Ezékiel látomásai [7]
- Dániel látomásai
- István diakónus látomása Jézusról [8]
- Saul (a későbbi Pál) látomása Jézusról a damaszkuszi úton (Pál megtérése)
- János jelenései, amely a Jelenések könyvében lett összefoglalva

### Keresztény világ
Példák a keresztény világban előforduló látomásokra:
- A túlvilág látomásai Perpétua és Felicitász beszámolóiban (ókor) [9]
- Konstantin császár látomása Krisztus jeléről (312) [10]
- A középkor leghíresebb keresztény látnokai közé tartozik Domonkos, Szt. Gertrúd, Bingeni Hildegárd, Norwichi Julianna, Liège-i Julianna, Tongerni Lutgard, Hackeborn Mechthild, Magdeburgi Mechthild és Sziénai Katalin.
- Jakob Böhme látomása (1600) [11]
- René Descartes álmainak sorozata 1619. november 11-én éjjel, amely meghatározta élete irányát a tudományban [12]
- Blaise Pascal 1654. november 23-i látomása, amely megerősítette hitét, lelki elkötelezettségét [13]
- Emanuel Swedenborg látomásai, amelyek (az 1740-es évektől kezdődően) tanainak alapját képezték  [14]
- Joseph Smith látomásai (1820-as évek)
- E. G. White látomásai (19. század) [15]

#### Katolicizmus
Az újkorban többek között Bernadette Soubirous, Alacoque Margit, Mirjam von Abelin, Ávilái Teréz nagy figyelmet kapott.

### Hinduizmus
A hinduizmus vallási irodalma számos látomásos jelenést közöl. Ezek főleg az istenségekről szóló látomások. A túlvilági látomások részletes leírása megtalálható a Mahábhárata című eposzban, különösen a Bhagavad-gítában. A 19. századi misztikus látnok, aki Indián kívül is jól ismert, Rámakrisna volt.

### Sámánizmus
A látomás és a túlvilági utazás a sámán tudásának egyik fő eszköze.

### Egyéb látók
- Baba Vanga

## Tudomány
A pszichológiai és orvosi kutatások a jelenésekről szóló beszámolók bizonyos részaspektusaira fordítják a figyelmet: a jelenéseket optikai jelenségekként, a velük gyakran összekapcsolódó akusztikai észleleteket pedig mint hallucinációkat vizsgálják, mert kísérletileg is (pl. drogok segítségével) ismételten kiválthatók.